# Cladonia miniata
Cladonia miniata är en lavart som beskrevs av G. Mey. Cladonia miniata ingår i släktet Cladonia och familjen Cladoniaceae.   Inga underarter finns listade i Catalogue of Life.